# Neptosternus pocsi
Neptosternus pocsi là một loài bọ cánh cứng trong họ Bọ nước. Loài này được Satô miêu tả khoa học năm 1972.